# Шуберт, Франтишек Адольф
Франтишек Адольф Шуберт (чеш. František Adolf Šubert; 27 марта 1849, Добрушка, Австрийская империя (ныне района Рихнов-над-Кнежноу, Краловеградецкого края Чехии) — 8 сентября 1915, Прага) — чешский драматург и прозаик, театральный деятель, историк театра.

## Биография
В 1881 году окончил философский факультет Карлова университета. Сотрудничал с рядом газет, в частности, с Pokrok, Čech, Politik, Brousek и др.
В 1883—1900 года — первый директор Национального театра в Праге. В 1907—1908 — первый директор пражского Театра на Виноградах (1905—1909, «Виноградский театр»).
Один из инициаторов приглашения в 1888 году П. И. Чайковского в Прагу.
Похоронен на Ольшанском кладбище.

## Творчество

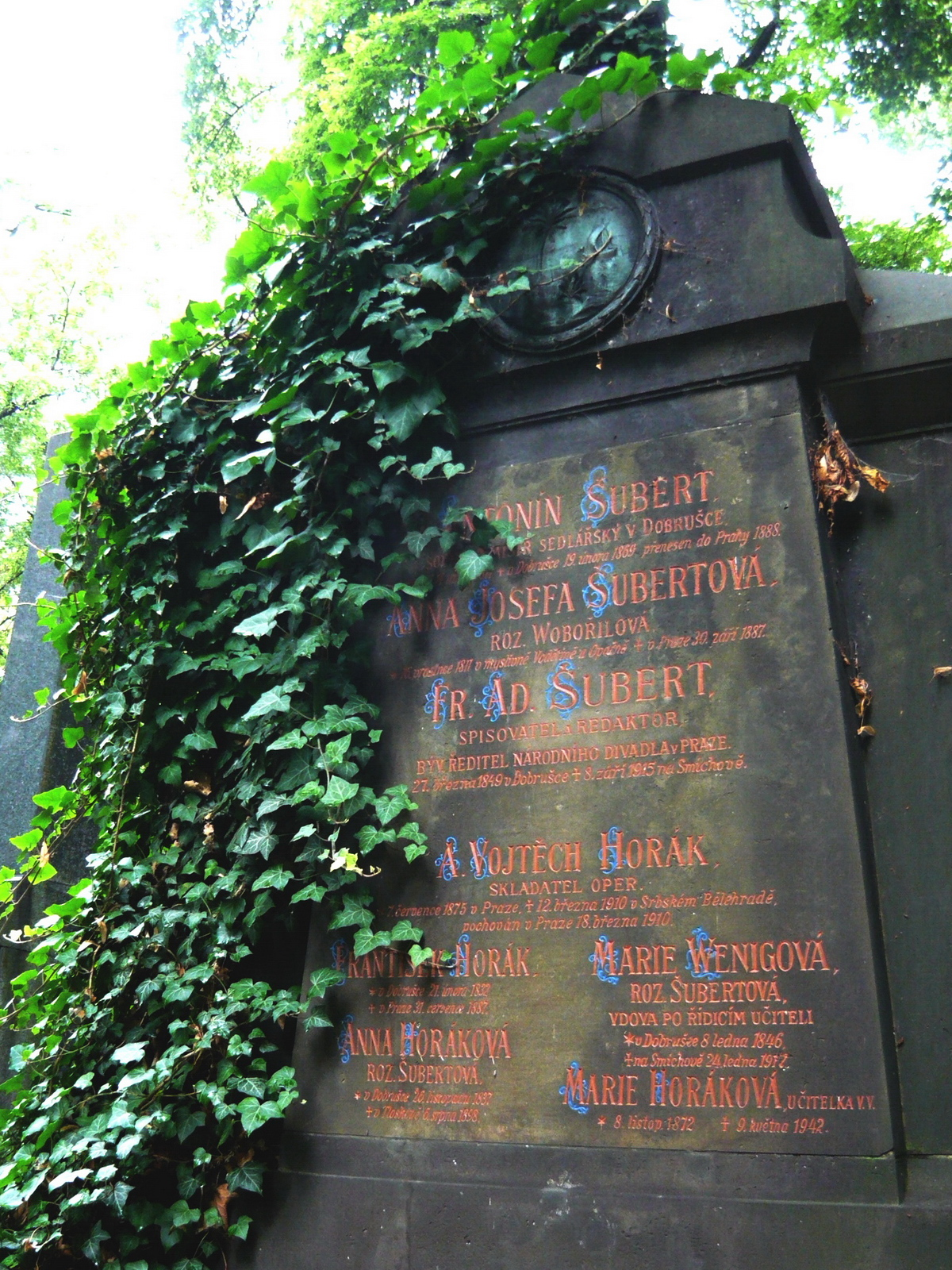
Могила Ф. А. Шуберта на Ольшанском кладбище

Автор пьес, пользовавшихся успехом у либерально настроенной чешской интеллигенции. В своих пьесах на историческом материале отражал острые современные социальные противоречия. Шуберт — автор работ по истории чешского театра и о современных ему мастерах сцены: Ф. Коларе, К. Шимановском, И. Мошне и др.

### Избранные произведения
Пьесы
- Probuzenci (Будители, 1882),
- Drama čtyř chudých stěn (Драма четырёх бедных стен, 1893),
- Jan Výrava (Ян Вырава, 1886),
- Praktikus
- Bech
- Petr Vok z Rožmberka
- Láska Rafaelova
- Velkostatkář
- Žně (Жатва, 1904)

Театрально-исторические работы
- Dějiny Národního divadla
- Průvodce po Národním divadle v Praze
- Počátky české dramaturgie na rozhraní věku XVIII a XIX.
- Dějiny Národního divadla 1893—1900

Мемуары
- Moje divadelní toulky
- Moje vzpomínky
- Воспоминание о Чайковском